# Ховринг, Шарлотте
Шарло́тте Хо́вринг (норв. Charlotte Hovring; род. 3 сентября 1979, Берум) — норвежская кёрлингистка.
В составе женской сборной Норвегии участница зимних Олимпийских игр 2006 и зимней Универсиады 2003.

## Достижения
- Зимние Универсиады: бронза (2003).
- Чемпионат Норвегии по кёрлингу среди женщин: серебро (2010).[1]

## Команды
| Сезон   | Четвёртый       | Третий             | Второй              | Первый              | Запасной                                                   | Турниры                              |
| ------- | --------------- | ------------------ | ------------------- | ------------------- | ---------------------------------------------------------- | ------------------------------------ |
| 1999—00 | Линн Гитмарк    | Марианне Рёрвик    | Cathinka Ring Heger | Хенриетте Ванг      | Шарлотте Ховринг тренеры: Тормод Андреассен, Кнут Ивар Моэ | ЧМЮ 2000 (8 место)                   |
| 2000—01 | Линн Гитмарк    | Марианне Рёрвик    | Хенриетте Ванг      | Cathinka Ring Heger | Шарлотте Ховринг тренер: Тормод Андреассен                 | ЧМЮ 2001 (8 место)                   |
| 2002—03 | Линн Гитмарк    | Марианне Рёрвик    | Шарлотте Ховринг    | Хенриетте Ванг      |                                                            | ЗУ 2003                              |
| 2005—06 | Дорди Нурбю     | Марианне Хаслум    | Марианне Рёрвик     | Камилла Хольт       | Шарлотте Ховринг тренер: Сёрен Гран                        | ЧЕ 2005 (4 место) ЗОИ 2006 (4 место) |
| 2005—06 | Дорди Нурбю     | Марианне Хаслум    | Шарлотте Ховринг    | Камилла Хольт       | Кристин Скаслиен тренер: Оле Ингвальдсен                   | ЧМ 2006 (7 место)                    |
| 2006—07 | Дорди Нурбю     | Марианне Рёрвик    | Шарлотте Ховринг    | Камилла Хольт       | Кристин Скаслиен тренер: Torgeir Bryn                      | ЧЕ 2006 (9 место)                    |
| 2007—08 | Дорди Нурбю     | Марианне Рёрвик    | Шарлотте Ховринг    | Ингрид Стенсруд     | Marte Bakk тренер: Ханне Вудс                              | ЧЕ 2007 (14 место)                   |
| 2009—10 | Марианне Рёрвик | Дорди Нурбю        | Шарлотте Ховринг    | Камилла Хольт       |                                                            |                                      |
| 2010—11 | Марианне Рёрвик | Шарлотте Ховринг   | Камилла Хольт       | Дорди Нурбю         |                                                            |                                      |
| 2011—12 | Марианне Рёрвик | Аннелине Скорсмоэн | Kjersti Husby       | Камилла Хольт       | Шарлотте Ховринг                                           |                                      |
| 2012—13 | Марианне Рёрвик | Аннелине Скорсмоэн | Kjersti Husby       | Камилла Хольт       | Шарлотте Ховринг                                           |                                      |

(скипы выделены полужирным шрифтом)